# Mile End (Londres)
Pour les articles homonymes, voir Mile End.
Mile End est une partie de la municipalité de Tower Hamlets, à Londres, en Angleterre.

## Local

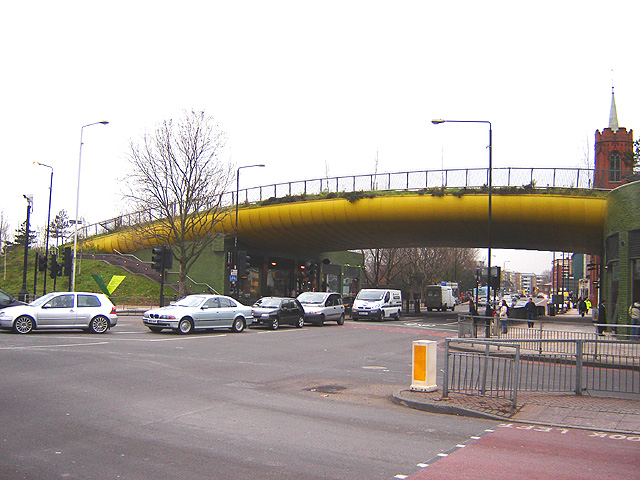
Le « Green Bridge » prolonge le Mile End Park au-dessus de Mile End Road.

Mile End appartient à la zone de Londres appelée East End et accueille le campus de l'université Queen Mary, avec en particulier le Queens' Building.
On y trouve une particularité architecturale en la présence du « Green Bridge ». Ce pont (conçu par CZWG Architectes et ouvert en 2000) permet au Mile End Park d'enjamber Mile End Road et prend le contrepied de l'approche traditionnelle de construire des ponts à destination des voitures.
Mile End, comme circonscription électorale, est traditionnellement un fief du Parti travailliste mais a déjà élu un député communiste à la Chambre des communes, Phil Piratin, entre 1945 et 1950.
À cette époque, la population était essentiellement juive.
La zone est couverte par les circonscriptions électorales de « Bethnal Green » et de « Poplar et Limehouse ».
En 2011, le finaliste de la sixième saison de l'émission de télévision X Factor et chanteur anglais Olly Murs y tourne le clip de la chanson "Heart Skips a Beat (featuring Rizzle Kicks). Le clip est tourné dans un skate park.

## Histoire

### Étymologie et développement
Mile End tient son nom d’une borne kilométrique significant que l’on se trouve à un mile (1,6 km) à l’est de la limite de la cité de Londres à Aldgate, bien qu’historiquement la pierre se trouvait près de la station de métro de Stepney Green. La ville de Mile End se développa le long de la route Bow Road, durant l’ère géorgienne. Aujourd’hui, le terme Mile End est employé pour décrire une aire située à environ 0,8 km de Stepney Green, aux environs de la station de métro de Mile End. Mile End Gate marque la jonction entre la Mile End Road et la Cambridge Heath Road, et est la principalement porte d’importance sur la route de Bow Bridge.

### Révolte des Paysans
En 1381, une révolte éclate face aux collecteurs de taxes à Brentwood, dans l’Essex, et se répand rapidement aux villages environnant puis à tout le sud-ouest de l’Angleterre. Les rebelles de l’Essex, menés par Jack Straw, et ceux du Kent avec à leur tête Wat Tyler entreprirent de marcher vers Londres. Le 12 juin, 60 000 rebelles venus de l’Essex s’installent à Mile End, et le jour suivant les hommes du Kent arrive à Blackheath. Le 14 juin, le jeune roi Richard II d'Angleterre se rend à Mile End où il rencontre les rebelles et acceptent leurs demandes. Toutefois, le comportement des rebelles par la suite cause la mort de leurs leaders et de plusieurs d’entre eux, et la perte des avancées qu’ils avaient obtenues du roi.